# Catastrophe de Nedelin
La catastrophe de Nedelin, ou désastre de Nedelin, est un accident survenu le 24 octobre 1960 au cosmodrome de Baïkonour, dans la République socialiste soviétique kazakhe, en Union soviétique. L'allumage prématuré des moteurs du second étage provoqua l'explosion d'un prototype de la fusée R-16. Cette explosion tua dans un premier temps 74 personnes, mais d'autres succomberont à leurs blessures, et le bilan s'élève ainsi à 92 victimes, dont le maréchal des forces stratégiques soviétiques Mitrofan Nedelin, dont le nom fut donné à la catastrophe.

## Contexte
Conçue par l'ingénieur Mikhaïl Yanguel, la fusée R-16 avait été commandée par le maréchal des forces stratégiques de l'Union soviétique Mitrofan Nedelin. En octobre 1960, l'achèvement de la fusée approchant, Nedelin et Yanguel pensèrent qu'il serait possible de procéder au lancement avant le 7 novembre 1960, 43e anniversaire de la révolution d'Octobre.

## 23 octobre
Le 23 octobre 1960, le prototype de la R-16 se trouvait sur l'aire de lancement n°41 en attente des derniers tests. Les réservoirs de la fusée étaient remplis d'un mélange d'ergols hypergoliques (UDMH - acide nitrique) extrêmement corrosif et qui produit un gaz toxique quand il brûle. Par ailleurs, les procédures de remplissage n'avaient pas été respectées, car les membranes pyrotechniques du premier étage avaient été rompues. Bien que ne mettant pas en danger directement le lancement, cet incident eut de graves conséquences. En effet, ce carburant est tellement corrosif que son stockage à moyen terme dans les réservoirs de la fusée aurait entraîné des dégâts irréversibles. Aussi le lancement devait-il avoir lieu le lendemain au plus tard, sinon les réparations rendues nécessaires par le stockage prolongé du carburant dans les réservoirs auraient imposé le report du lancement au-delà du 7 novembre. Nedelin informa l'état-major du lancement à venir.

## 24 octobre
En raison des problèmes de la veille, d'autres procédures de sécurité furent abandonnées et des préparatifs de lancement ajournés pour gagner du temps. Au cours des opérations de pré-lancement, un système de contrôle se dérégla. Ce système était vital dans le fonctionnement de la fusée puisqu'il contrôlait l'allumage, l'alimentation et l'orientation des moteurs du second étage. Lorsqu'un ingénieur régla à nouveau ce système, cela provoqua accidentellement l'allumage du second étage de la fusée, ce qui entraîna l'explosion des réservoirs du premier étage. En quelques secondes, une boule de feu de 120 m de diamètre s'éleva sur l'aire de lancement n°41. Entre 78 et 126 techniciens et ingénieurs ainsi que le maréchal Nedelin périrent dans cette explosion. Mikhaïl Yanguel en réchappa car, au moment de l'explosion, il se trouvait dans un bunker pour fumer — fumer était interdit sur l'aire de lancement.

## Conséquences

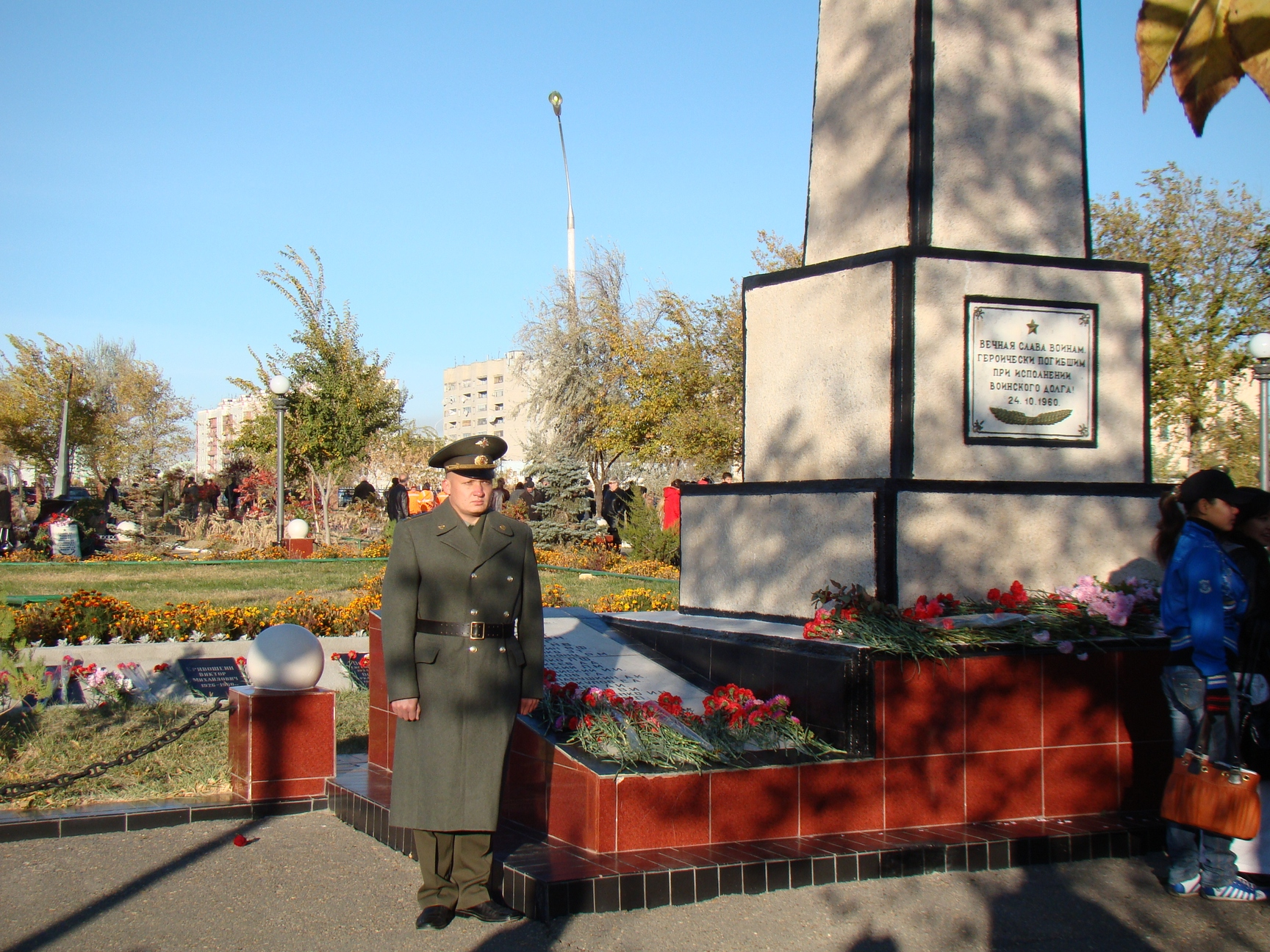
Le mémorial aux victimes de la catastrophe.

La catastrophe fut immédiatement considérée comme secret d'État par Nikita Khrouchtchev. On annonça rapidement la mort de Nedelin dans un accident d'avion. Une commission d'enquête dirigée par Léonid Brejnev rapporta que les mesures de sécurité n'avaient pas été respectées et qu'il y avait trop de personnel sur l'aire de lancement au moment de l'explosion. Selon Sergueï Khrouchtchev, la commission rapporta même que les responsables « avaient été eux-mêmes punis ». Le secret ne fut levé qu'en 1990.
Le programme de la fusée R-16 reprit en janvier 1961, avec un premier vol réussi en novembre 1961. Mais le retard accumulé par le programme d'ICBM soviétique conduisit l'Union soviétique à rapprocher les aires de lancement de leur cible. Cela fut indirectement à l'origine de la crise des missiles de Cuba.
Un autre incendie a eu lieu sur le pas de tir le 24 octobre 1963 et a fait sept morts ; depuis, pour commémorer les victimes, plus aucun lancement n'a lieu ce jour-là,.
Un mémorial a été érigé à Baïkonour et les techniciens de l'Agence spatiale fédérale russe s'y recueillent avant chaque lancement.